# Trans-sur-Erdre

Trans-sur-Erdre este o comună în departamentul Loire-Atlantique, Franța. În 2009 avea o populație de 931 de locuitori.